# Чесловас Каваляускас
Чесловас Каваляускас (20 липня 1923 — 20 лютого 1997) — литовський священник, богослов, поет, перекладач Біблії, в'язень Ґорлаґу, учасник Норильського повстання.

## Життєпис
Був висвячений на священника в 1946 після закінчення Каунаської духовної семінарії. Служив парафіяльним священником в Кельме, Жасляї та інших місцях.
У 1950 заарештований за антисовєцькі висловлювання і проведення релігійних служб для лісових братів, перебував в ув'язненнів таборах Норильська і Магадана.

### Норильське повстання
Навесні 1953 перебував в 1-й зоні Ґорлаґу («Ведмежий струмок»). Після оголошення страйку, 1 червня 1953 на прохання інших учасників повстання, литовців, разом з адвокатом Вацловасом Зубкевичюсом увійшов до групи для вироблення вимог страйкуючих із зазначенням причин припинення роботи. Під час повстання написав вірш, що став гімном литовських повстанців Ґорлаґу: «У небі вітрянім Півночі Вітіс піднісся…». (Вітіс — це грізний могутній вершник, який переслідує ворога, одна з назв герба Литви). Після повстання, скоріш за все, був етапований до Берлагу.

### Після амністії
У 1956 після амністії повернувся до Литви. Служив священником у таких містах, як Відукле, Расейняй, Дубінгяй, Вієвіс, Казокішкіс, Молетай, Йонішкіс (Молетського району), Езнас, Заслай, Кайшядорис.
У 1966–1967 — канцлер курії Кайшядориської єпархії. З 1994 викладав у Вищій катехізаційній школі в Кайшядориській єпархії, пізніше її керівник.

### Творчість
Полемізував з марксистською критикою релігії і церкви, екзистенціалізму, критикував теорії теософії і реінкарнації, статті публікував у підпіллі, після перебудови — і у відкритій пресі. Його цікавили сучасне богослов'я, інновації у фізиці і астрономії, в них він бачив свідоцтва Мудрості, сили і краси Творця. Листувався з фізиками і теологами з Німеччини, Польщі, Російської Федерації та Ізраїлю. Переклав з давньогрецької мови Новий Завіт (опублікований в 1972 в Бостоні і Мехіко, а нова уточнена редакція вийшла в 1988 році у Вільнюсі, до 2011 переклад витримав 42 видання в Литві і за кордоном), святоотцівські роботи (глави 1-7 «Історії церкви» Євсевія Кесарійського в 1993). Переклав з латинської деякі частини Старого Завіту («Пісня пісень» та інші) і деякі твори римської поезії (1982 і 2-е видання, 1987). З англійської та інших мов перекладав світську поезію. Переклади і оригінальні роботи характеризуються точністю думки, правильністю мови, динамізмом і звучністю.
Під його редакцією вийшли переклади документів Другого Ватиканського собору (спільно з М. Петкевичюсом, ред., 1968, друге видання 1994).
Ч. Каваляускас співпрацював з пресою («Nepriklausoma Lietuva» (Незалежна Литва), «Šiaurės Atėnai» (Північні Афіни), Католицький світ, «Šaltinis» (Джерело), «Наука і релігія»), брав участь в радіопередачах («Mažoji studija» (Маленька студія)).
Залишив богословські, біблістичні, філософські, сучасні «світські» статті і рукописи віршів.

## Нагороди
2001 — Лицарський хрест ордена Хреста Витязя (5-й ступінь), посмертно.

## Праці
- Trumpas teologijos žodynas, 1992.
- Teologija šiandien, straipsnių rinkinys, 1995.
- Tarp fizikos ir teologijos, 1998.
- Pažadėtoji žemė, poezijos rinkinys, 2000.
- Teologas: jo siekiai ir ieškojimai, 2008.
- Iš kun. Česlovo Kavaliausko rankraščių, 2011 року.
- Eschatologija žmogui ir pasauliui 2012 m.; доповнена 2013 m.